# Divisione Nazionale 1936 (pallacanestro femminile)
La Divisione Nazionale 1936 è stata la settima edizione del massimo campionato italiano di pallacanestro femminile.
Le 7 squadre iscritte furono divise in due gironi su base geografica. Le squadre si incontrano in partite di sola andata. Le vincenti dei gironi affrontarono per conquistare il titolo di Campione d'Italia.
È stato vinto dall'Ambrosiana-Inter, al primo titolo, quinto consecutivo di una squadra milanese.

## Prima Fase

### Girone A

#### Calendario
| Prima giornata      |                         |              |
| 5 apr. 1936         |                         | 26 apr. 1936 |
| 10-26               | Ginn. Torino-Ambrosiana | 5-20         |
| Riposa: GUF Venezia |                         |              |

| Seconda giornata   |                          |             |
| 12 apr. 1936       |                          | 3 mag. 1936 |
| 45-12              | GUF Venezia-Ginn. Torino | ??          |
| Riposa: Ambrosiana |                          |             |

| Terza giornata       |                        |              |
| 19 apr. 1936         |                        | 10 mag. 1936 |
| 12-9                 | Ambrosiana-GUF Venezia | 19-9         |
| Riposa: Ginn. Torino |                        |              |

#### Classifica
|  |    | Classifica Girone A    | Pt   | G | V | P | PF | PS |
|  | -- | ---------------------- | ---- | - | - | - | -- | -- |
|  | 1. | Ambrosiana-Inter       | 8    | 4 | 4 | 0 | 77 | 33 |
|  | 2. | GUF Venezia            | 4    | 3 | 1 | 2 | 63 | 43 |
|  | 3. | Ginnastica Torino      | 4    | 3 | 1 | 2 | 27 | 91 |
|  | -  | Giovani Fasciste Pavia | rit. |   |   |   |    |    |

### Girone B

#### Calendario
| Prima giornata  |                       |              |
| 5 apr. 1936     |                       | 26 apr. 1936 |
| 11-31           | DF Bologna-SSP Napoli | 10-29        |
| Riposa: SG Roma |                       |              |

| Seconda giornata   |                    |             |
| 12 apr. 1936       |                    | 3 mag. 1936 |
| 35-10              | SG Roma-DF Bologna | ??          |
| Riposa: SSP Napoli |                    |             |

| Terza giornata     |                    |              |
| 19 apr. 1936       |                    | 21 mag. 1936 |
| 20-8               | SSP Napoli-SG Roma | 27-17        |
| Riposa: DF Bologna |                    |              |

#### Classifica
|  |    | Classifica Girone B            | Pt | G | V | P | PF  | PS |
|  | -- | ------------------------------ | -- | - | - | - | --- | -- |
|  | 1. | Napoli                         | 8  | 4 | 3 | 0 | 107 | 46 |
|  | 2. | Ginnastica Roma                | 4  | 3 | 1 | 2 | 60  | 57 |
|  | 3. | Dopolavoro Ferroviario Bologna | 4  | 3 | 1 | 2 | 31  | 95 |

## Finale
| Arbitro: | Bisio (Gruppo Sportivo FIAT) |

|                    |       |                                                                  |
| Scaglia 6, Nasti 1 | Punti | Borsani 2, Moraschi 2, B. Bertolini 2, N. Bertolini 2, Brescia 1 |

## Verdetti
- Campione d'Italia:   A.S. Ambrosiana-Inter, Milano

Formazione: Bruna Bertolini, Nerina Bertolini, Pierina Borsani, Matilde Moraschi, Pinuccia Brescia, Irma Spranghi, Bianca Marconcini, Hervé Marconcini, Bonocore. All.: Sergio Paganella.